# Pastinaca
Genre
Classification phylogénétique
Pastinaca est un genre de plantes à fleurs de la famille des Apiaceae (Ombellifères). Ce sont des plantes herbacées originaire d'Eurasie. 

## Liste des espèces et sous-espèces
Selon NCBI (18 mars 2021) :
- Pastinaca armena
- Pastinaca clausii
- Pastinaca erzincanensis
- Pastinaca lucida
- Pastinaca pimpinellifolia
- Pastinaca sativa
  - Pastinaca sativa subsp. divaricata
  - Pastinaca sativa subsp. sativa
  - Pastinaca sativa subsp. urens
- Pastinaca umbrosa
- Pastinaca yildizii

Selon Catalogue of Life (18 mars 2021) :
- Pastinaca argyrophylla Delip.
- Pastinaca armena Fisch. & C. A. Mey.
  - Pastinaca armena subsp. armena
  - Pastinaca armena subsp. dentata (Freyn & Sint.) D. F. Chamb.
- Pastinaca aurantiaca (Albov) Kolak.
- Pastinaca clausii (Ledeb.) Calest.
- Pastinaca erzincanensis Menemen & Kandemir
- Pastinaca gelendostensis (Yild. & B. Selvi) Hand
- Pastinaca glandulosa Boiss. & Hausskn.
- Pastinaca hirsuta Pancic
- Pastinaca kochii Duby
  - Pastinaca kochii subsp. kochii
  - Pastinaca kochii subsp. latifolia (Duby) Reduron
- Pastinaca lucida L.
- Pastinaca pimpinellifolia M. Bieb.
- Pastinaca sativa L.
  - Pastinaca sativa subsp. sativa
  - Pastinaca sativa subsp. sylvestris (Mill.) Rouy & Camus
  - Pastinaca sativa subsp. urens (Req. ex Godr.) Celak.
- Pastinaca trysia Stapf & Wettst.
- Pastinaca yildizii Dirmenci
- Pastinaca zozimoides Fenzl